# Niepce (cráter)

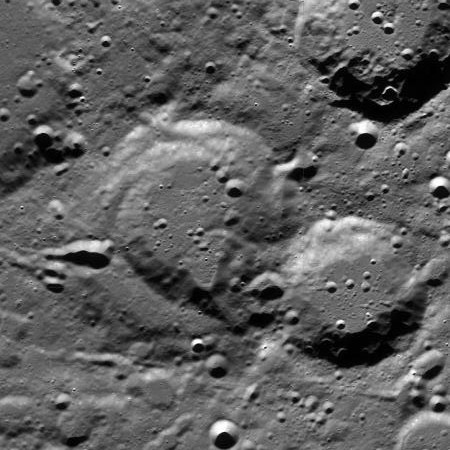
Fotografía de la misión Lunar Reconnaissance Orbiter

Niepce es un cráter de impacto perteneciente a la cara oculta de la Luna. Se encuentra en las altas latitudes septentrionales, justo detrás del terminador norte-noroeste. A menos de un diámetro del cráter al norte se halla Merrill, y apenas al oeste se localiza Mezentsev. Más al sur-sureste aparece Nöther.
|  |

Se trata de una formación de cráter desgastada, con un perfil suavizado y redondeado por depósitos posteriores de materiales eyectados. Junto al borde oriental se halla el cráter satélite Niepce F, coincidiendo con que la pared interior de Niepce es más ancha en este sector. El suelo interior restante es relativamente plano, y está desplazado hacia el lado oeste. Presenta varios pequeños impactos en el suelo, siendo el más grande un pequeño cratercillo situado sobre el borde norte-noreste. Justo en el lado suroeste del brocal se localiza un pequeño cráter en forma de lágrima que probablemente fue creado por un impacto de bajo ángulo de incidencia.
El cráter lleva este nombre en memoria de Joseph Nicéphore Niépce, generalmente reconocido por haber tomado la primera fotografía permanente en 1825.

## Cráteres satélite
Por convención estos elementos son identificados en los mapas lunares poniendo la letra en el lado del punto medio del cráter que está más cercano a Niepce.
|        | \| Niepce \| Coordenadas \| Diámetro \| \| ------ \| ------------------------------- \| -------- \| \| F \| 72°30′N 113°30′O / 72.5, -113.5 \| 44 km \| |          |
| Niepce | Coordenadas | Diámetro |
| F      | 72°30′N 113°30′O / 72.5, -113.5 | 44 km    |